# Christian Wulff
För 1700-talsfilosofen, se Christian von Wolff.
Christian Wilhelm Walter Wulff [ˈkʁɪstjan vʊlf], född 19 juni 1959 i Osnabrück, är en tysk politiker och advokat tillhörande partiet Kristdemokratiska unionen (CDU). Mellan 2003 och 2010 var han Niedersachsens ministerpresident. Från den 30 juni 2010 till sin avgång den 17 februari 2012 var han Tysklands 10:e förbundspresident.

## Politisk karriär

### 1975–2010
Wulff blev 1975 medlem av CDU:s ungdomsförbund Junge Union. Mellan 1983 och 1985 var han ordförande för Junge Union i Niedersachsen och fick 1986 sitt första politiska ämbete, som ledamot i Osnabrücks stadsfullmäktige. Han studerade juridik vid universitetet i Osnabrück och arbetade från 1990 efter avslutad examen vid en advokatbyrå i Osnabrück. 
Mellan juni 1994 och juni 2010 var han medlem av förbundslandet Niedersachsens lantdag (delstatsparlament), från 1994 till 2003 som oppositionsledare för CDU:s lantdagsgrupp och även från 1994 till 2008 som ordförande för CDU i Niedersachsen. Efter att ha vunnit valet 2003, över det regerande SPD, övertog han i spetsen för en koalitionsregering bestående av CDU och FDP regeringsmakten i förbundslandet. Från den 4 mars 2003 till den 30 juni 2010 var han Niedersachsens ministerpresident (regeringschef).
Som regeringschef i Niedersachsen genomförde Wulff stora skolreformer och även en rad kontroversiella nedskärningar i förbundslandets budget. Han har inom CDU starkt förespråkat en förlängning av de tyska kärnkraftverkens driftstillstånd.

### Förbundspresident
Den 3 juni 2010 blev Wulff nominerad som kandidat till ämbetet som tysk förbundspresident av Angela Merkels regeringskoalition bestående av CDU/CSU och FDP. Han valdes efter tre valomgångar i Förbundsförsamlingen den 30 juni 2010, eftersom han först efter tre omgångar kunde uppnå den nödvändiga majoriteten gentemot den populära motkandidaten Joachim Gauck (partilös) som nominerats av SPD och Allians 90/De gröna. Wulff svor därefter ämbetseden i en ceremoni inför förbundsdagen och förbundsrådet den 2 juli 2010.
Wulff var genom sin popularitet i Niedersachsen tidigare en populär kandidat till förbundskanslerposten, men blev, genom Horst Köhlers oväntade avgång 31 maj 2010, i stället (51 år gammal) Tysklands hittills yngste förbundspresident.
Förbundspresidentens makt är i Tyskland huvudsakligen begränsad till ett antal funktioner kopplade till statschefens konstitutionella roll, medan den exekutiva makten utövas av förbundskanslern och regeringen. Wulff verkade som president därför framför allt politiskt genom sina uttalanden.

#### Talet på 20-årsdagen av den tyska återföreningen
I sitt tal på 20:e årsdagen av Tysklands återförening den 3 oktober 2010 uttalade sig Wulff sig kring debatten om integrationen av muslimer i Tyskland. I sitt tal efterlyste han ”ett ställningstagande för ett Tyskland, där tillhörighet inte är begränsad till ett pass, en familjehistoria eller en trosåskådning, utan som står på bredare grund”. Vidare att ”Kristendomen hör otvivelaktigt till Tyskland. Judendomen hör otvivelaktigt till Tyskland. Det är vår judisk-kristna historia. Men islam hör vid det här laget också till Tyskland.” Han har senare förtydligat uttalandet som ett välkomnande av Tysklands muslimer in i det tyska samhället. Wulff har även uttalat sig för att låta tysktalande, i Tyskland utbildade imamer medverka till integration av muslimer i Tyskland.

#### ”Wulffaffären” och Wulffs avgång
Den 13 december 2011 riktades i tysk press anklagelser gentemot Wulff om att han under sin tid som ministerpresident medvetet skulle ha ljugit inför Niedersachsens lantdag om sina privata affärskontakter med företagaren Egon Geerkens. Bild avslöjade att Wulff för ett husköp 2008 tecknat ett privat lån på över 500 000 euro, motsvarande cirka 4,5 miljoner kronor. Geerkens fru, Edith Geerkens, angavs som långivare; enligt Der Spiegel ska Egon Geerkens senare bekräftat att han varit inblandad i förhandlingarna kring lånet. Wulff nekade i februari 2010 inför lantdagen till att ha haft affärskontakter med Egon Geerkens eller hans företag under de senaste tio åren; snart efter utfrågningen i lantdagen ska han ha löst krediten med ett banklån.
Detta blev upprinnelsen till en längre tids intensiv mediabevakning kring Wulffs privata affärer under sin tid som ministerpresident och förbundspresident. Under början av januari 2012 avslöjade Frankfurter Allgemeine Zeitung att Wulff i telefonsamtal hotat chefredaktören för Bild, Kai Diekmann, samt tidningsförlaget Axel Springers styrelseordförande, Mathias Döpfner, med rättsliga åtgärder om man tryckte historien om huslånet, vilket skedde 12 december, dagen innan anklagelserna trycktes i tidningen. Avslöjandet ledde till förnyad kritik om lämpligheten i Wulffs agerande mot tidningen i sin roll som statschef.
Medierapporteringen om ”Wulffaffären” ledde till kraftigt försämrade opinionssiffror för Wulff, och i början av februari 2012 angav 54 procent av deltagarna i en undersökning gjord av allmän-tv-kanalen ARD att man ansåg att Wulff borde avgå.
Den utlösande faktorn bakom Wulffs avgång blev tillkännagivandet den 16 februari 2012 att Hannovers åklagarmyndighet inlett en process om att få förbundspresidentens åtalsimmunitet hävd. Den 17 februari meddelade Wulff i ett tal, som direktsändes i televisionen, att han, på grund av förlusten av allmänhetens förtroende, avgick med omedelbar verkan. Han efterträddes av Joachim Gauck 18 mars 2012, efter Förbundsförsamlingens val av Gauck. Under den mellanliggande månaden fram till valet utfördes presidentens plikter enligt Tysklands grundlag tillfälligt av Tysklands förbundsråds ordförande, Horst Seehofer (CSU).

### Efter avgången 2012-

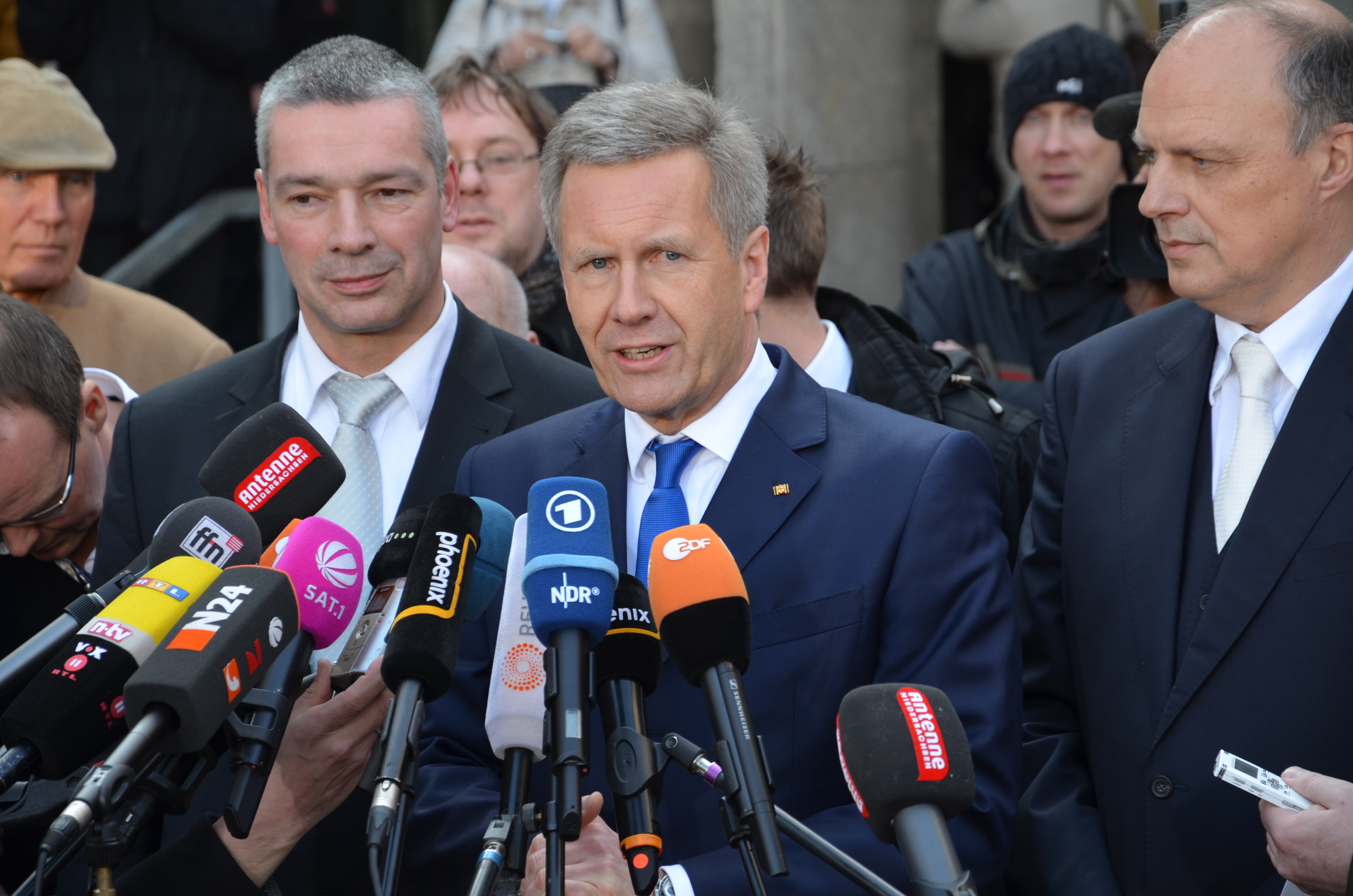
Christian Wulff intervjuas efter frikännandet 27 februari 2014.

Wulff avböjde den 9 april 2013 förlikning kring anklagelserna för att ha tagit otillbörlig fördel av sitt ämbete, enligt polisens och åklagarmyndighetens utredning, i form av resor som betalats av filmproducenten och vännen David Gronewold. Wulff åtalades därför 12 april av åklagarämbetet i Hannover för mutbrott inför Landgericht (delstatsdomstolen) i Hannover. Samma domstol friade honom den 27 februari 2014 från alla korruptionsanklagelser.

## Familj och privatliv

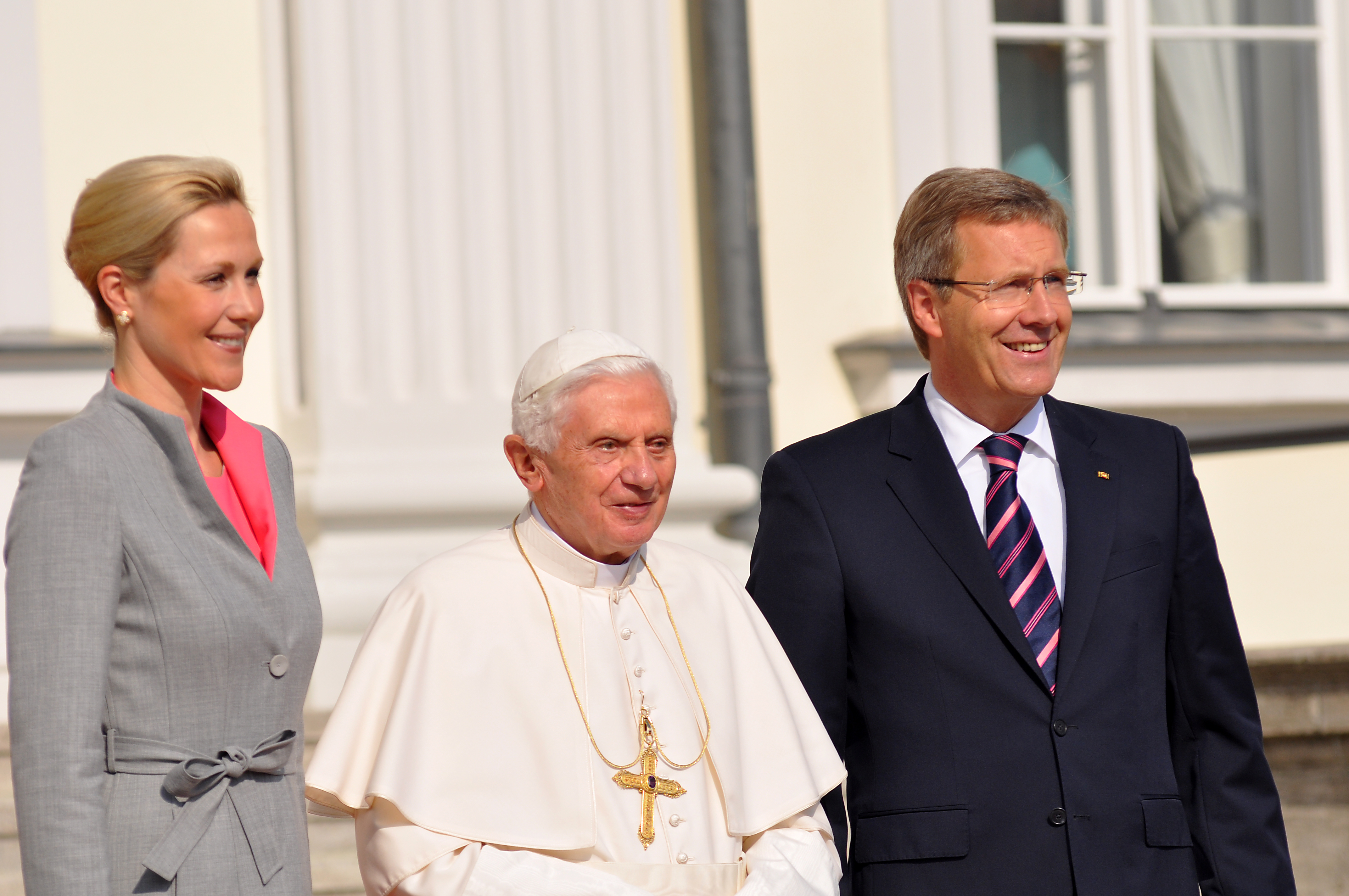
Christian och Bettina Wulff tar emot påve Benedictus XVI på statsbesök i Berlin 22 september 2011.

Wulffs föräldrar skilde sig när han var två år gammal. Han växte upp som skilsmässobarn och tog från tonåren ett stort ansvar inom familjen efter att styvfadern lämnat familjen och hans mor insjuknat i multipel skleros.
Christian Wulff är medlem av den romersk-katolska kyrkan. Åren 1988–2008 var han gift med Christiane Wulff (född Vogt) och har från det äktenskapet en dotter född 1993. Han är sedan 2008 gift med Bettina Wulff (född Körner) och har tillsammans med henne en son född 2008. De skilde sig 2020 men gifte sig på nytt 2023.